# تشاه مشاع يك (غناباد)
تشاه مشاع يك (بالإنجليزية: Chah-e Masha Shomareh Yek Markuhak Safari)‏ هي مستوطنة تقع في منطقة مركزية ريفية في إيران. يقدر عدد سكانها بـ 6 نسمة .